# Автошлях N1 (Бангладеш)
Автомагістраль N1 або Дакка–Читтагонг є головною транспортною артерією в Бангладешу, між Даккою та Читтагонгом. Дорога довжиною приблизно 465 км з’єднує два найбільших міста країни, Дакку та Читтагонг. Шосе відоме на різних ділянках як шосе Читтагонг–Кокс-Базар і шосе Кокс-Базар–Текнаф. На даний момент має чотири смуги з розширенням на вісім смуг N1 є найбільш завантаженою дорогою в країні та головним пріоритетом розвитку. Було запропоновано будівництво більшої швидкісної дороги Дакка-Читтагонг, щоб зменшити трафік на шосе.

## Передумови
Під час будівництва шосе було обмежено двома смугами руху на більшій частині своєї довжини. Повідомлялося про пробки або затори на 25 км. У 2009 році було оцінено, що щоденне використання шосе становило 20 000–25 000 моторизованих транспортних засобів, більше 40% з яких були вантажівками.
Департамент доріг і магістралей (RHD) Міністерства зв’язку розширює ділянку Дакка–Читтагонг до чотирьох смуг. Мета завершити проект до грудня 2013 року, однак реалізація проекту йде повільно. Шосе є критично важливим компонентом запропонованого маршруту AH41 Азійської мережі автомобільних доріг та економічного коридору Центральної та Південно - Східної Азії, включаючи такі ініціативи, як BCIM. 

## Розширення
У січні 2010 року почалося розширення магістралі з двох до чотирьох смуг. Проект скоротить час у дорозі від Дакки до Читтагонга до 4,5 або 5 годин.
Станом на березень 2013 року було виконано лише 23,5 відсотка робіт, і малоймовірно, що він встигне вкластися в кінцевий термін у грудні 2013 року. Будівництво включало 221 водопропускну трубу, 22 мости та три естакади. Компанії Reza Construction Ltd. і Sino Hydro встановили для цієї мети тимчасові табори проживання для робітників, відповідно поблизу Даудканді та Чандіна.
Станом на лютий 2015 року очікуване завершення проекту було відкладено до червня 2015 року. І проект завершено та відкрито тільки 2 липня 2016 року.

## Галерея

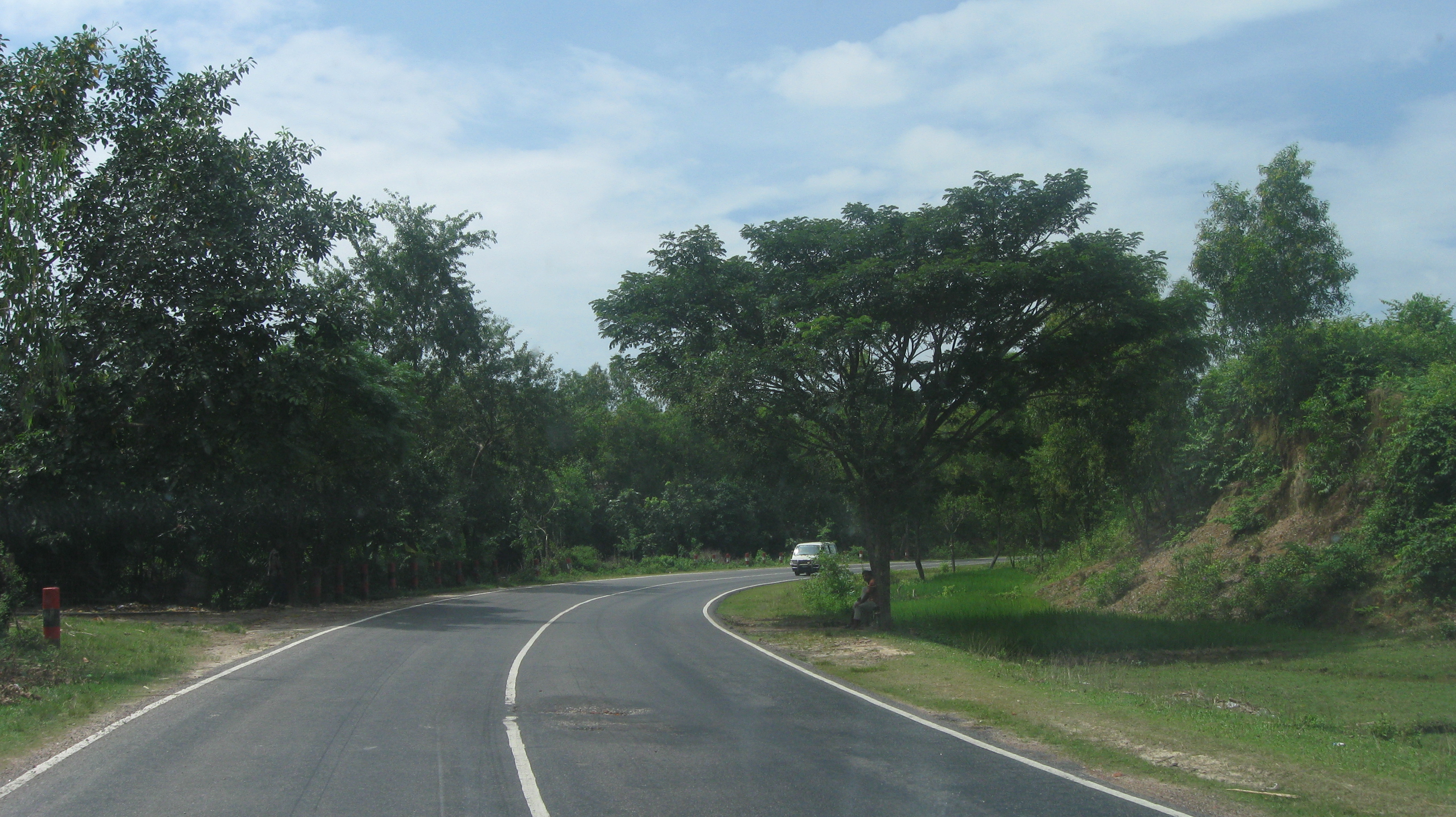
N1 у бік Чакорії, Кокс-Базар
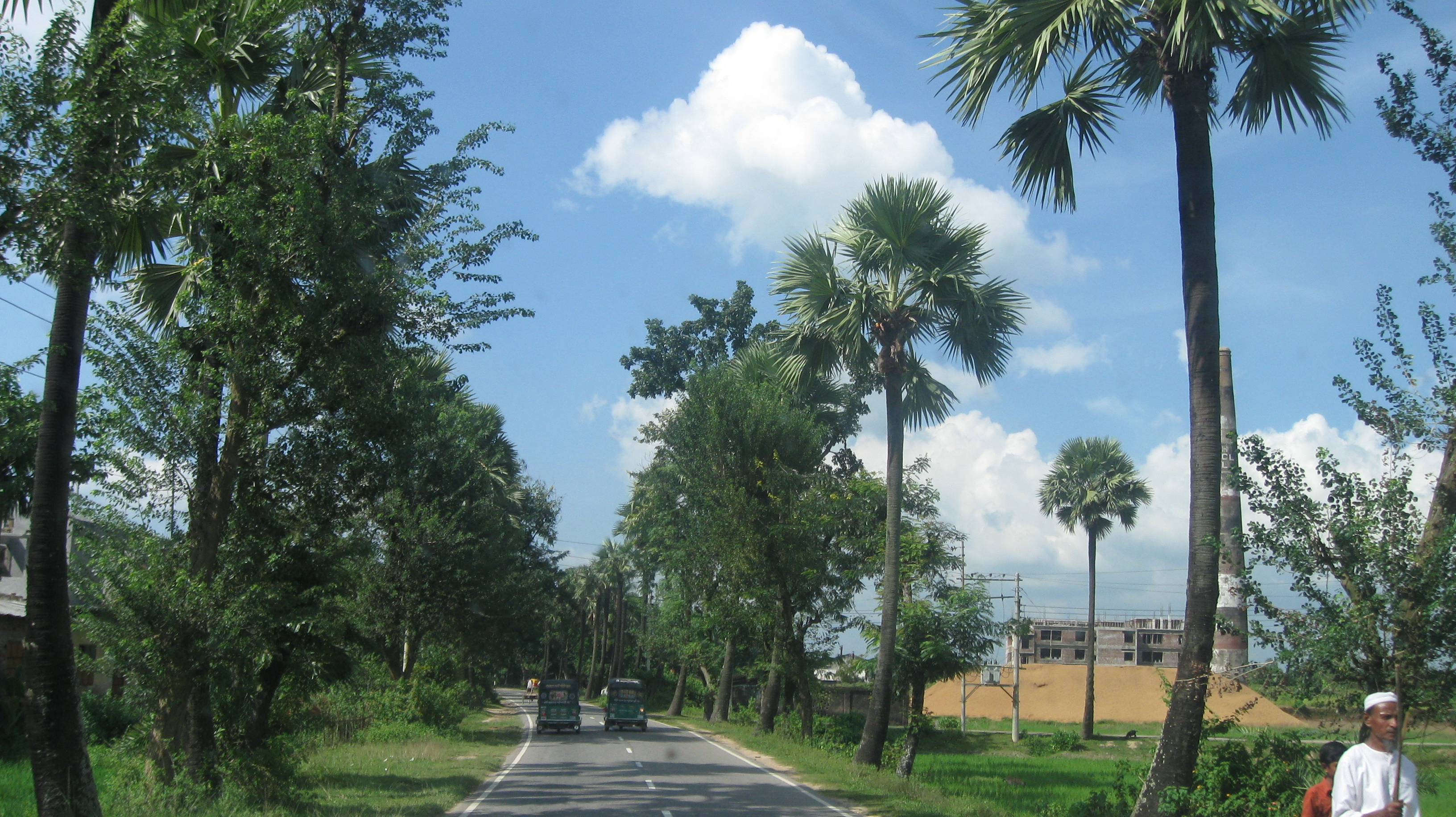
у Чоуддограмі, Комілла.
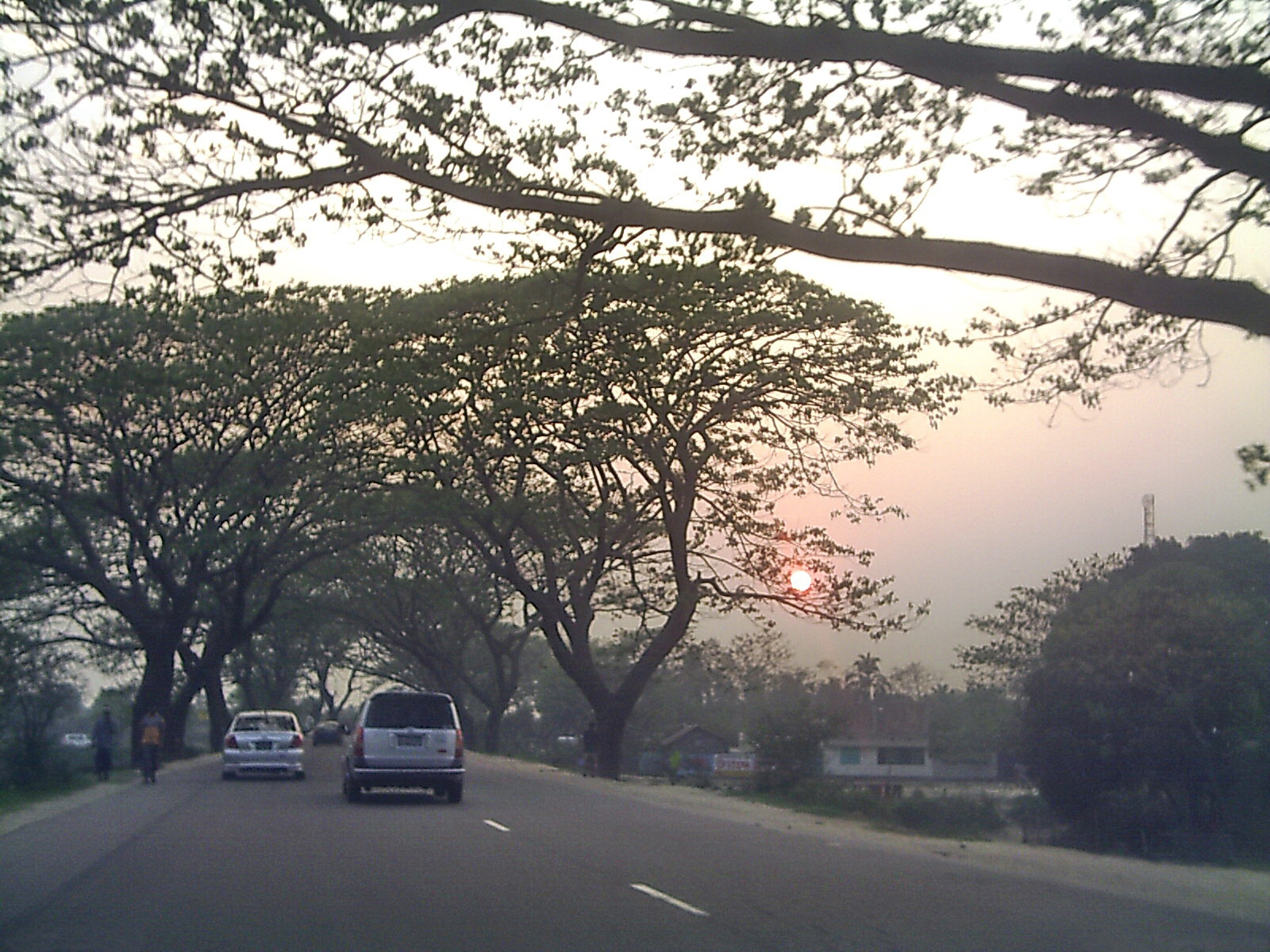
в Еліотганджі, Комілла.
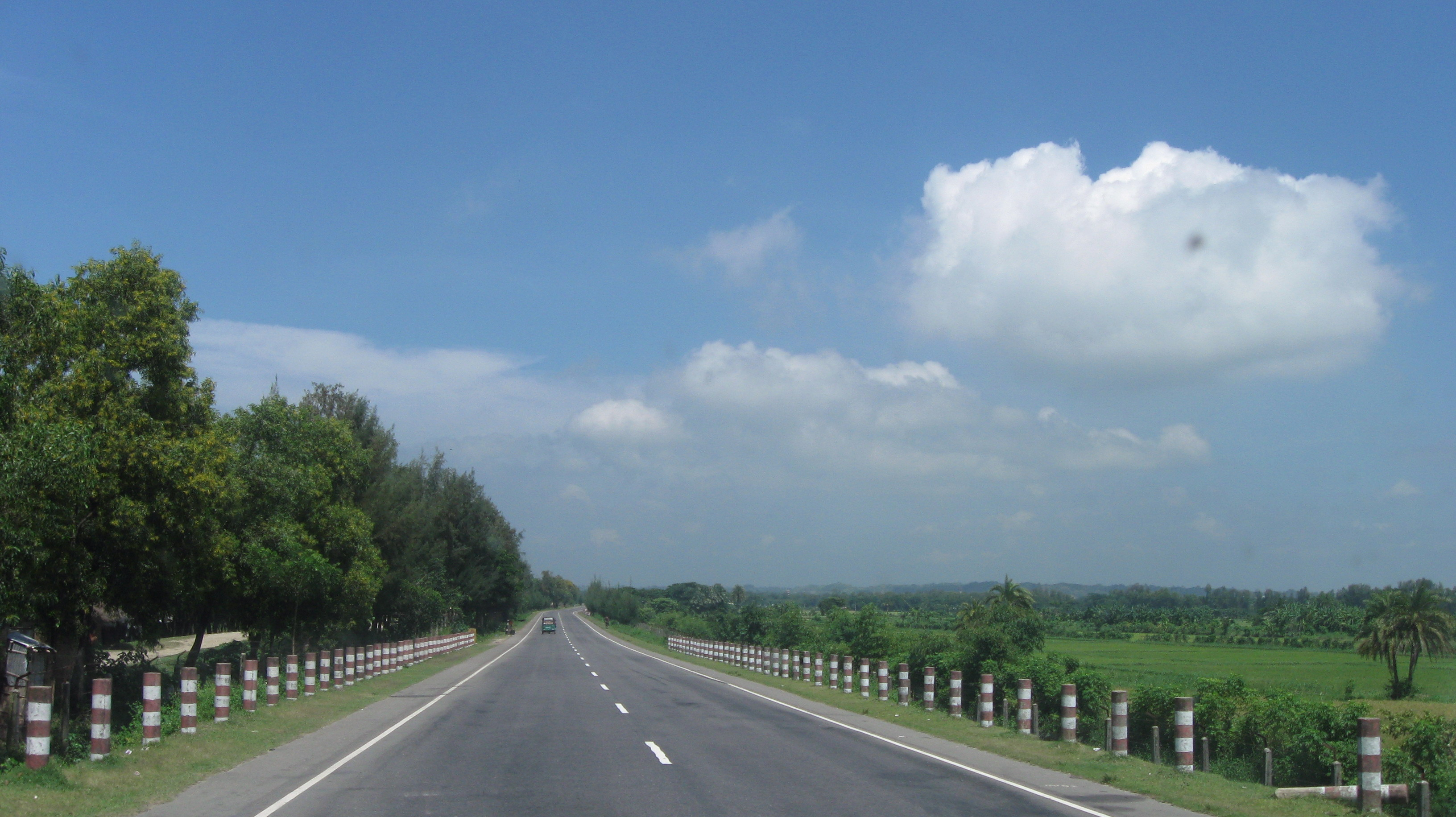
Об’їзна дорога Читтагонг, з’єднує порт Читтагонг з шосе Дакка–Читтагонг через Патенгу
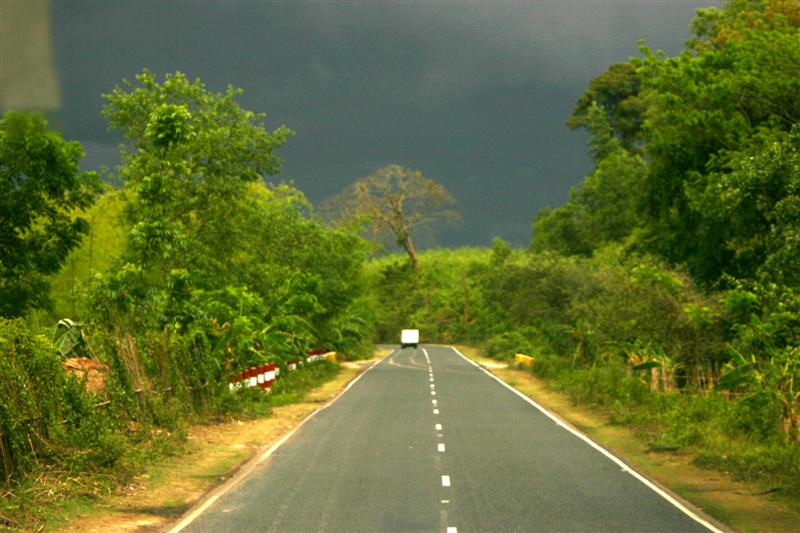
Шосе Дакка-Читтагонг.
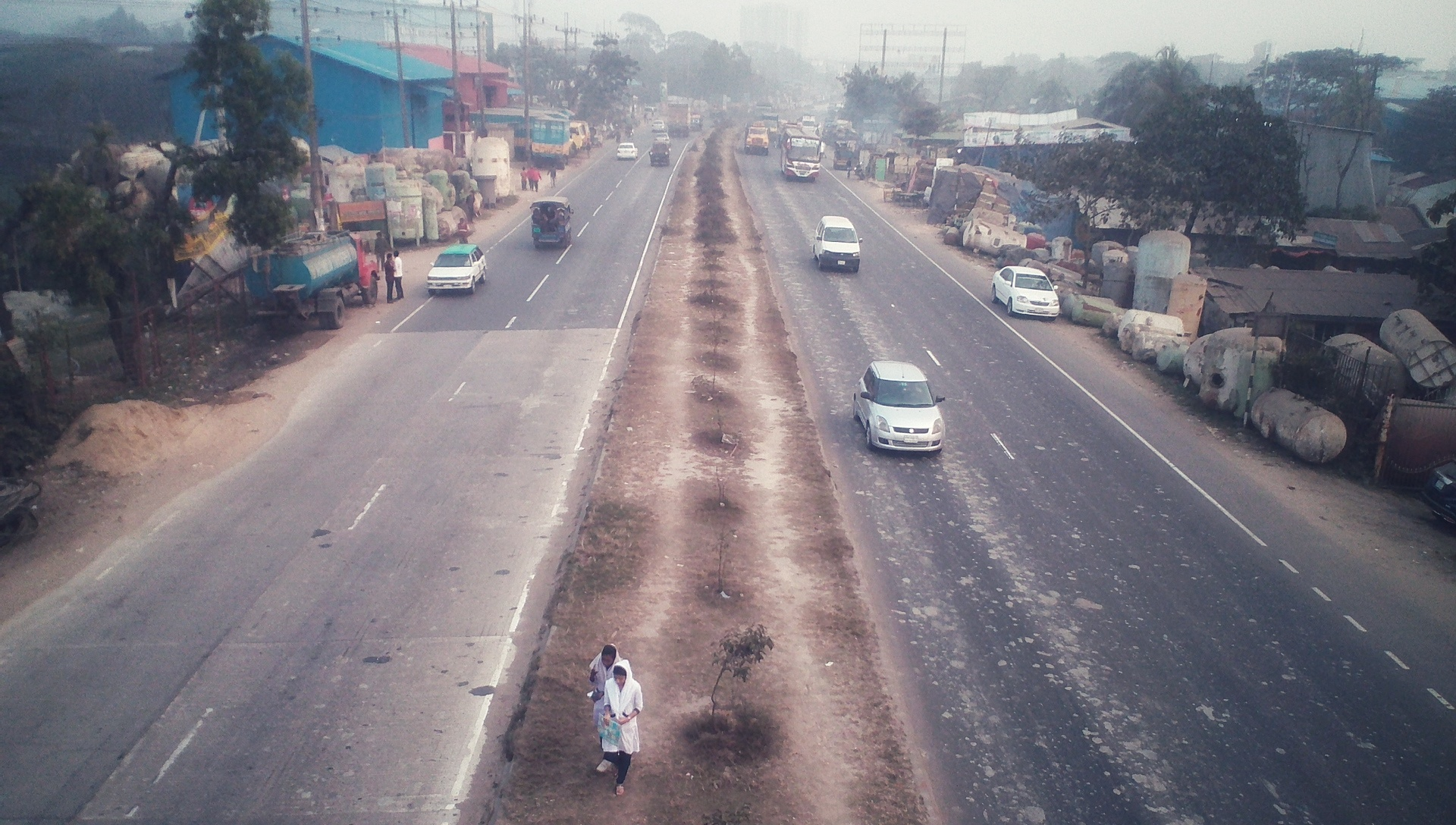
У Бхатіарі